# Antoine Peyrol
Pour les articles homonymes, voir Peyrol.
Antoine Peyrol [Peirol] (Avignon, 1709 - Avignon 1779) est un ébéniste et noëliste provençal du XVIIIe siècle.

## Biographie
Antoine Peyrol naît à Avignon le 4 février 1709, paroisse Saint-Geniest, fils de François Peyrol, ménager et de Jeanne Bertaud. Il restera fils unique. Son père décédant en 1712, c’est surtout son parrain Antoine Figuières, menuisier et ébéniste [fustier], qui se chargea de son éducation.
La date de réception de Peyrol à la maîtrise n’est pas connue, mais dans son contrat de mariage (1733) il est déclaré maître menuisier. Le 6 juillet 1738 il est élu bayle de sa corporation, c’est-à-dire syndic.
Le 27 octobre 1733 il contracte mariage avec Marie-Anne Isouard [Isoard, Izoard] (1714-1785), issue d’une famille établie au Barroux. De leurs enfants, seuls ont survécu 
- Marie-Rose (1739-1821), mariée le 13 juillet 1760 avec Jean-Jacques Prévot, ébéniste, bisaïeul de son biographe Philippe Prévot.
- Jean-Thomas (1744-1794), employé dans l’administration coloniale,
- Marie-Ursule (1750-1776), mariée en 1770 avec Pierre-Joseph Palun, relieur, décédé en 1775.
- Jean-François-Magne (1753-1781).

Les documents d’archives recensés par Prévost montent Peyrol passant de nombreuses transactions relatives au commerce du bois, en sus de sa production propre de menuisier-ébéniste, et ce jusqu’en 1778. Il était payé soit directement, soit par des rentes à 5 % perpétuelles mais rachetables. On le voit se déplacer dans le Comtat Venaissin et dans la Dauphiné, pour négocier des achats et des coupes. Son atelier semble avoir été assez actif, avec des compagnons et des apprentis logés et nourris sur place. Son commerce se développant, il est appelé ensuite maître-menuisier-marchand de bois, puis négociant. Sa situation financière lui permet d’acheter un certain nombre de maisons.
Son atelier situé d’abord paroisse Saint-Didier, se transporte ensuite paroisse Notre-Dame de la Principale, puis paroisse Saint-Geniest rue des Lices antiques. Son dernier domicile est situé dans la paroisse Saint-Pierre.
Antoine Peyrol meurt le 19 juin 1779, et son épouse lui survécut jusqu’en 1785. Il avait testé a trois reprises (1769, 1772, 1779). Un témoignage tardif nous le dépeint ainsi :
« Mon bisaïeul était de taille élevée, légèrement voûté, conséquence de sa profession. De longs cheveux bouclés encadraient son visage rasé, animé par des yeux vifs, parfois malicieux. Antoine Peyrol aimait et pratiquait la galéjade. Galéjade toujours amusante, souvent spirituelle, jamais méchante. Le soir, les longues veillées d’hiver, des amis se réunissaient chez lui. Il les égayait par ses contes et ses boutades. C’est dans ce cénacle d’intimes, pour les distraire, pour les amuser, qu’il composa ses premières œuvres ; œuvres qu’il ne destinait pas à la publicité. »

## Œuvres

### Éditions isolées

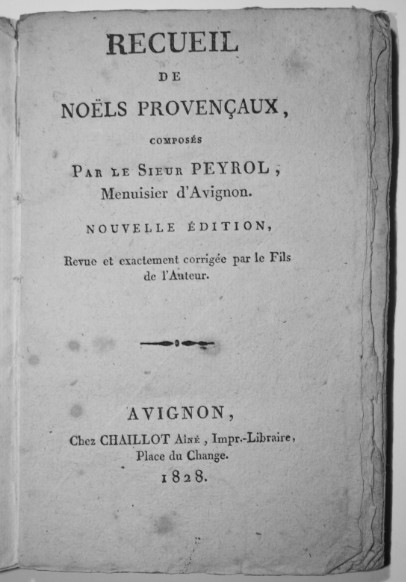
Page de titre de l'édition des Noëls de 1828.

Peyrol est l’auteur de plusieurs noëls parus en 1760 :
- Recueil de noels provençaux composé par M. Peirol, menuisier d’Avignon. Avignon : Antoine-Ignace Fez, 1760. 12°, 154 p. Avignon BM. Les noëls sont précédés de timbres, qui indiquent les airs sur lesquels ils peuvent être chantés. 
Ce recueil contient 41 noëls, 3 chansons qui ont trait à des événements situés entre 1755 et 1758, et 3 rocantins.

Les éditions suivantes sont :
- Recueil de noëls provençaux, composés par le sieur Peirol, menuisier d’Avignon. Nouvelle édition revue et exactement corrigée par le fils de l’auteur. Avignon : Jean Chaillot, 1791. 12°, 142 p. Avignon BM, Montpellier BM, Paris BNF. Le fils en question est Jean-Thomas.
- Idem. Avignon : Jean Chaillot, 1818. 12°, 132 p. Marseille BMVR, Avignon BM.
- Idem. Avignon : Jean Chaillot, 1828. 12°, 132 p. Numérisé sur Google Books.

Outre l’édition de 1760, il existe quelques manuscrits du XVIIIe siècle qui contiennent des noëls de Peyrol, notamment celui de Renaud, maître de chapelle d’Avignon, avec une douzaine de noëls notés pour orgue de Peyrol, et d’autres de li Reire et de Saboly.

### Éditions groupées
Dans la seconde partie du XIXe siècle, les Noëls de Peyrol sont souvent publiés avec ceux de Nicolas Saboly (XVIIe siècle) et de Joseph Roumanille (1818-1891). Ces nombreuses éditions reflètent la mouvance du mouvement littéraire des félibres (Félibrige). La liste donnée ci-dessous n'est pas exhaustive.
- Li nouvè de Saboly, Peyrol, Roumanille un peçu d'aquéli de l'abat Lambert em'uno mescladisso de nouvè vièi e nóu e de vers de J. Reboul. Edicioun revisto e adoubado pèr lou felibre de la Miougrano emé la bono ajudo dóu felibre de Bello-visto. Avignon : Aubanel, 1858. 18°, 228 p.
- Li Nouvè de Micoulau Saboly e di Felibre... em'uno charradisso pèr Frederi Mistral. Avignon : Aubanel, 1869. 12°, 182 p.
- Li Nouvè de Antoni Peyrol e de Danis Cassan em'uno noutiço biougrafico sus Peyrol. Avignon : Aubanel, 1869. 12°, 108p.
- Li nouvè de Saboly, de Peyrol e de J. Roumanille.... Avignon : Joseph Roumanille, 1873. 12°, 129 p.
- Li nouvè de Saboly, de Peyrol e de J. Roumanille. Em'un bon noumbre de vièi Nouvè que se canton en Prouvènço. Edicioun nouvello, revisto coume se dèu. Avignon : Joseph Roumanille, 1879. 12°, viii-163 p.
- Li nouvè de Saboly, de Peyrol e de J. Roumanille... Em'un bon noumbre de vièi Nouvè que se canton en Prouvènço. Avignon : Joseph Roumanille, 1879. 12°, VIII-163 p.
- Li nouvè de Saboly de Peyrol e de J. Roumanille... IVe editcioun. - Avignon : Joseph Roumanille, 1887. 8°, 164 p.
- Li nouvè de Peyrol, éme la musico di mai opulari, etc. Avignon : 1906. 8°, mus. notée. Édition donnée par les abbés Gilles-Chérubin-Eugène Gonnet (1826-1907) et Henri-Auguste Chouvet (1851-1931), dans laquelle 18 noëls de Peyrol portent de la musique.